# Владиевци
Владиевци или Владевци или в местния говор Ладевци (на македонска литературна норма: Владиевци) е село в община Василево на Северна Македония.

## География
Селото е разположено северозападно от Струмица, в планината Смърдеш.

## История
През XIX век селото е чисто българско. Според статистиката на Васил Кънчов („Македония. Етнография и статистика“) от 1900 г. Ладовци е населявано от 245 жители, всички българи християни.
В 1930 година е построена църквата „Успение Богородично“.
Според преброяването от 2002 година селото има 684 жители.
| Националност | Всичко |
| македонци    | 679    |
| албанци      | 0      |
| турци        | 3      |
| роми         | 0      |
| власи        | 0      |
| сърби        | 0      |
| бошняци      | 0      |
| други        | 2      |